# Casa Fuerte (Torredelcampo)
Casa Fuerte es una edificación medieval situada en mitad del olivar, dentro del término municipal de Torredelcampo, provincia de Jaén.

## Situación
Se encuentra dentro de la Comarca Metropolitana de Jaén. En sus proximidades se encuentra el Castillo de la Muña y el Castillo de El Castil, los cuales conforman tres de las siete fortificaciones medievales de la conocida como Ruta arqueológica de los Torreones.

## Historia
Se alza sobre una pequeña meseta ya ocupada durante las épocas ibérica y romana. Junto a la edificación medieval existe un yacimiento romano de gran extensión con numerosos restos de estructuras en superficie: cerámicas romanas comunes, sigillata, vidrios, teselas de mosaico, fragmentos de mármol, etcétera.
Eva María Alcázar Hernández identificó esta fortificación con la citada como la torre de Juan Martines, alcalde, en el apeo de dehesas boyales (revisión de los mojones que delimitaban las dehesas de uso privado para yuntas y bestias de tiro) de 1378 realizado por el Concejo de Jaén. En el apeo de 1401, dando cuenta de la inestabilidad del topónimo, se le refiere a ella de la siguiente manera:

... fueron a la dicha eredad de Juan Lopez, vesino de Sevilla, que le solian dezir la torre de Juan Martines (roto) ...

Con certeza el topónimo iría cambiando según el nombre de los propietarios, al no existir un elemento que lo fijase.

## Protección
Bajo protección de la Declaración genérica del Decreto de 22 de abril de 1949, y la Ley 16/1985 sobre el Patrimonio Histórico Español.

## Estado de conservación
En ruina progresiva y en vías de destrucción. Este pequeño castillo fue integrado en un cortijo de propiedad particular, como otras muchas torres y fortificaciones de la zona. De esta fortificación permanece en pie una torre de planta cuadrada, construida con mampostería y sillarejo en las esquinas. Algunos de los muros del castillo son hoy medianerías entre diversas viviendas. Asimismo existe un interesante molino y un horno de cocción semienterrado.

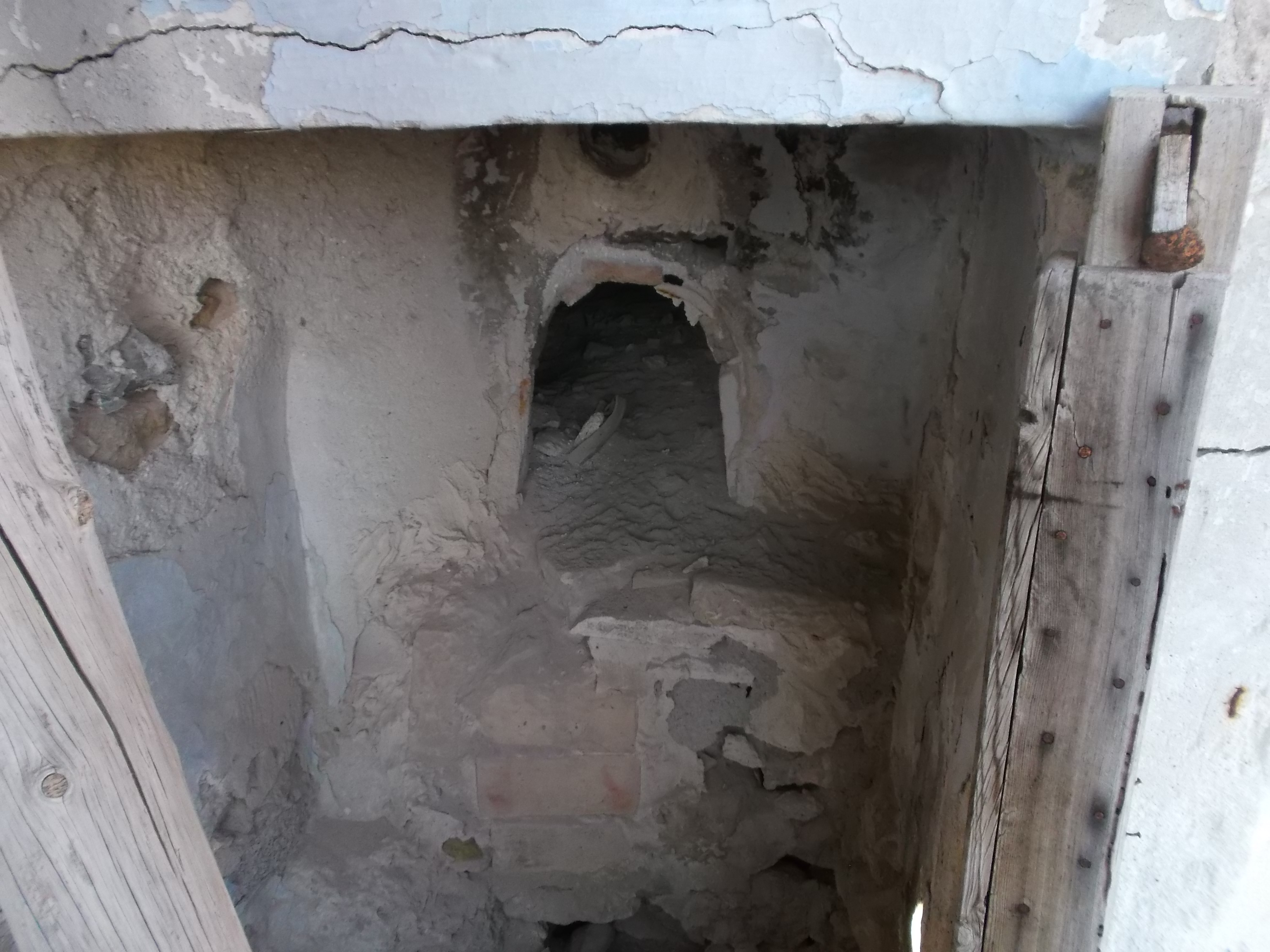
Antiguo horno de cocción
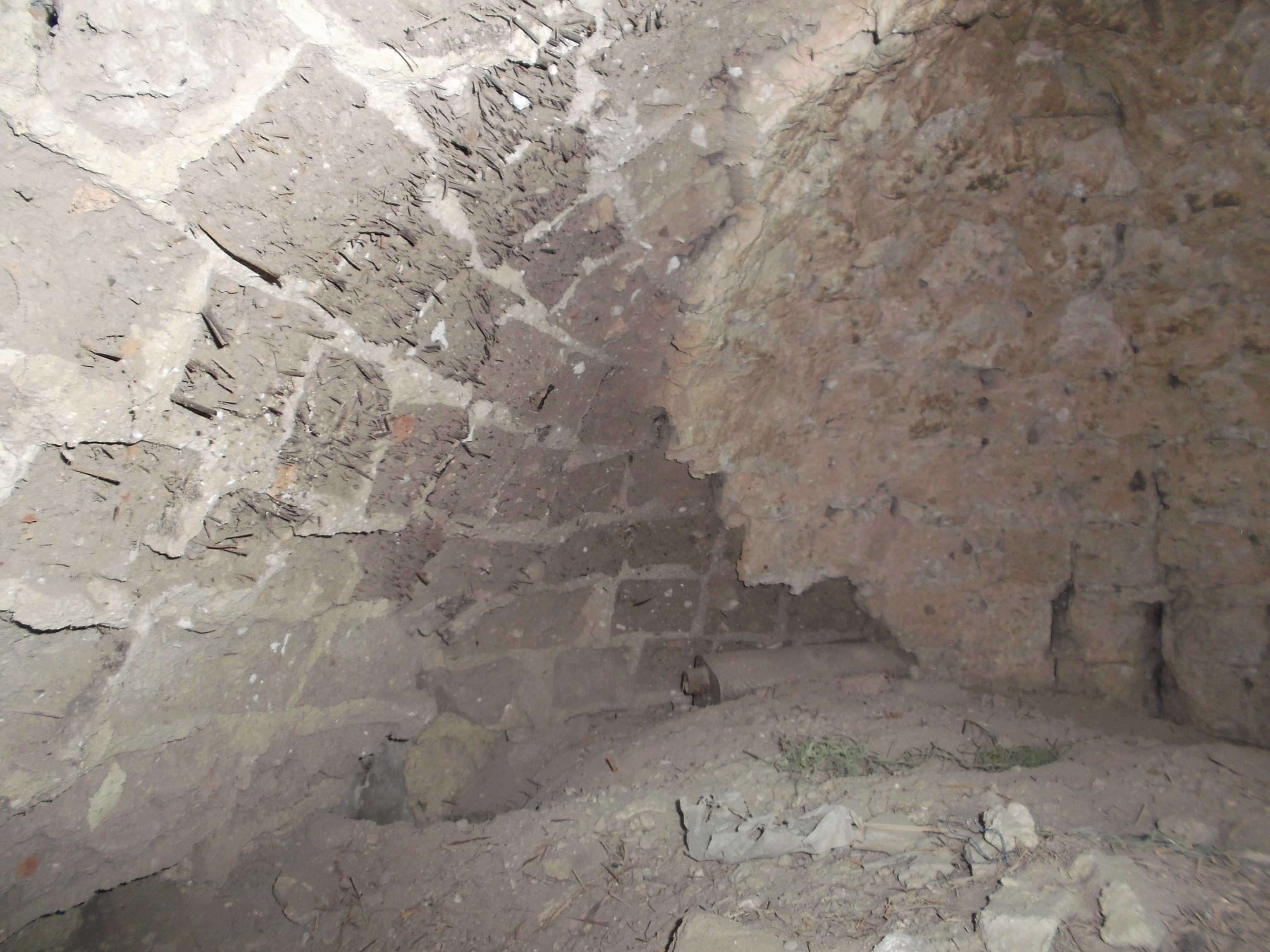
Interior del horno de cocción